# Rivière au Saumon (Le Val-Saint-François)
Pour les articles homonymes, voir rivière au Saumon.
Ne doit pas être confondu avec Rivière au Saumon (Le Haut-Saint-François).
La rivière au Saumon est un affluent de la rivière Saint-François, sur la Rive-Sud du fleuve Saint-Laurent, au Québec, Canada. La rivière a un bassin de 291 km2 et prend sa source dans le lac Brompton.
Le cours de la rivière au Saumon traverse les territoires de la municipalité régionale de comté (MRC) de Le Val-Saint-François (région administrative de l'Estrie) : Saint-Denis-de-Brompton, Racine, Kingsbury et Melbourne.
Outre les zones de village, la sylviculture constitue la principale activité économique de cette vallée; l'agriculture, en second surtout dans la partie inférieure.
La surface de la rivière au Saumon est habituellement gelée de la mi-décembre à la mi-mars, sauf les zones de rapides; toutefois la circulation sécuritaire sur la glace se fait généralement de la fin-décembre au début de mars.

## Géographie
Les principaux bassins versants voisins de la rivière au Saumon sont :
- côté nord : rivière Ulverton, rivière Saint-François ;
- côté est : rivière Saint-François ;
- côté sud : rivière Magog ;
- côté ouest : ruisseau Gulf, ruisseau Brandy, rivière Noire (rivière Yamaska), rivière le Renne.

La rivière au Saumon constitue l'émissaire du lac Brompton dont l'embouchure est situé au nord-est du lac, soit au nord du hameau Lac-Brompton, dans le territoire de la municipalité de Saint-Denis-de-Brompton.
À partir pont de la route 222 situé à l'embouchure du lac Brompton, la rivière au Saumon coule au fond d'une vallée sur :
- 0,3 km vers le nord, dans la municipalité de Saint-Denis-de-Brompton, jusqu'à la limite de cette municipalité ;
- 5,7 km vers le nord, en marquant sur tout ce segment de rivière, la limite entre Saint-François-Xavier-de-Brompton et de Racine, jusqu'à la limite de Kingsbury ;
- 5,0 km vers le nord, dans la municpipalité de Melbourne, en recueillant les eaux du ruisseau Gulf ;
- 5,8 km vers le nord, dans la municipalité de Kingsbury, en recueillant le ruisse des Vases ;
- 6,2 km vers le nord, dans la municipalité de Melbourne, en recueillant les eaux du ruisseau Horre, jusqu'à son embouchure.

La rivière au Saumon se déverse sur la rive ouest de la rivière Saint-François à 0,9 km en aval de l'île Morin, à 10,2 km en aval du pont des Papetiers (reliant le hameau de "Greenlay" et la ville de Windsor) et à 3,8 km en amont du Pont Mackenzie (reliant Melbourne et Richmond).

## Toponymie
Jadis, ce cours d'eau était désigné sous son appellation anglaise : "Salmon Brook". Les Abénaquis utilisent l'appellation "Madakik", signifiant la mauvaise terre.
Le toponyme Rivière au Saumon a été officiellement inscrit le 5 décembre 1968 à la Commission de toponymie du Québec.